# Inaglyite
L'inaglyite è un minerale.